# Raiffeisenlandesbank Niederösterreich-Wien
Die Raiffeisenlandesbank Niederösterreich-Wien AG (RLB NÖ-Wien) ist eine Regional- und Kommerzbank im Osten Österreichs und das Spitzeninstitut der niederösterreichischen Raiffeisenbanken. Während sich die RLB NÖ-Wien traditionell vor allem auf die Bundeshauptstadt konzentriert, sind die lokal tätigen Raiffeisenbanken die führende Bankengruppe in Niederösterreich.
Die Unternehmenskultur ist nach eigenen Angaben stark von Friedrich Wilhelm Raiffeisen (1818–1888) geprägt. Für ihn waren Subsidiarität, Solidarität, Regionalität und Nachhaltigkeit Leitlinien für wirtschaftliches Handeln. Die RLB NÖ-Wien unterstützt sozial benachteiligte Menschen, fördert Kultur und Sport und engagiert sich für den Klimaschutz.

## Besitzverhältnisse
Eigentümer der RLB NÖ-Wien ist die Raiffeisen-Holding Niederösterreich-Wien reg.Gen.m.b.H. (100 %).

## Wichtigste Beteiligungen
- Raiffeisen Bank International AG (RBI)
- Raiffeisen Informatik GmbH & Co KG (R-IT)

## Mitgliedschaften und Auszeichnungen
- Gründungsmitglied der Raiffeisen Nachhaltigkeits-Initiative (RNI)[4]
- Gütesiegel Audit „berufundfamilie“[5]
- Zertifizierter TOP-Lehrbetrieb, Qualitätssiegel der Wirtschaftskammer Wien[6]